# ALFEE GOLD
『ALFEE GOLD』（アルフィー・ゴールド）は、1984年9月5日に発売されたALFEEの4枚目のベスト・アルバム。

## 概要
5枚目のベスト・アルバム『ALFEE SILVER』と同日発売。フォークやバラード系の『SILVER』に対し、ロック中心の選曲である。CDとカセット・テープのみの発売。カセット・テープは、オープンリール型のハブを使用している。

## 収録曲
全作詞・作曲：高見沢俊彦（特記以外）　
1. 星空のディスタンス
作詞:高見沢俊彦・高橋研
2. ジェネレーション・ダイナマイト
3. A.D.1999
4. メリーアン
作詞:高見沢俊彦・高橋研
5. See You Again
  - アルバム『PAGE ONE』で新録されたヴァージョンだが、新録時に省略されたアルバム『doubt,』収録オリジナル・イントロ部分がMIXされている。
6. 鋼鉄の巨人
7. 暁のパラダイス・ロード
8. ロックンロール・ナイトショー
9. 仮面舞踏会
10. STARSHIP -光を求めて-
作詞:高見沢俊彦・高橋研